# Syndroom van Sotos
Het syndroom van Sotos is een zeldzame (1 op de 14.000 geboorten) afwijking vooral gekenmerkt door sterke groei tussen het 2e en 3e levensjaar. Patiënten met het syndroom van Sotos hebben meestal motorische- en spraakachterstanden, maar soms een normale intelligentie.
Symptomen kunnen zijn:
- Reuzengroei, macrocefalie (vergroot hoofd) een puntkin, dysmorfie en geavanceerde botleeftijd.
- Hypotonie (lage spiertonus)
- Mentale retardatie
- Dyslexie
- Hypertelorisme (zeer ver uit elkaar staande ogen)
- naar beneden staande ogen
- Klunzigheid en agressie kunnen ook voorkomen.

Hoewel de meeste gevallen van het syndroom van Sotos sporadisch zijn, komen familiaire vormen ook voor.

## Erfelijkheid
De meeste gevallen van syndroom van Sotos zijn sporadisch, en dus nieuwe (vaak dominant of helemaal niet vererfende) mutaties.

## Behandeling
Er is geen standaardbehandeling. De behandeling is symptomatisch.

## Prognose
Het syndroom van Sotos is geen levensbedreigende ziekte en patiënten hebben een normale levensverwachting.
De meeste afwijkingen herstellen na de eerste levensjaren. Achterstanden kunnen voorkomen in de schooljaren, maar lossen zichzelf vaak op. Daarentegen kunnen problemen zich nog voortzetten tijdens volwassenheid.